# Gene Simmons
Gene Simmons (rodným jménem Chaim Witz; 25. srpna 1949, Haifa, Izrael) je americký baskytarista, zpěvák a zakládající člen hard rockové skupiny Kiss. Z koncertů je známý kostýmem démona, pliváním ohně, pliváním umělé krve a vyplazováním jazyka.

## Život
Narodil se ve městě Haifa na severu Izraele do rodiny maďarských Židů, kteří přežili holokaust. V roce 1957 se přesunul se svou matkou do New Yorku. Poté své jméno změnil na Gene Klein (Klein je jméno po matce) a na konci 60. let ho změnil na Gene Simmons. Jeho první skupinou byla Lynx, která se později přejmenovala na The Missing Links; tuto skupinu pak rozpustil a založil skupinu Long Island Sounds. Poté navštěvoval Sullivan County Community College a působil ve skupině Bullfrog Beer. Na začátku 70. let se Stanleyem Eisenem (dnes známý jako Paul Stanley) založili skupinu Wicked Lester, která nahrála jedno album, které však nebylo vydáno.
Než začala jeho hudební kariéra, Gene pracoval ve New Yorku v různých zaměstnáních. Zkušený písař působil jako asistent redaktora časopisu „ Vogue “ a několik měsíců strávil jako instruktor šesté třídy na Upper West Side.
Gene nemá rád dodnes slavnou píseň I Was Made for Lovin' You z alba Dynasty. Nemá také rád album Unmasked za, které se hodně stydí.
Nespokojeni se zvukem kapely hledali jiné muzikanty a nakonec vzali bubeníka Petera Criscuolu a kytaristu Paula Frehleyeho (dnes známí jako Peter Criss a Ace Frehley), čímž položili základ Kiss.
Gene zažaloval Kinga Diamonda a velmi dlouhou dobu se s ním soudil, kvůli podobě jejich líčení. Gene požadoval od Kinga změnu líčení a finanční odškodnění a King požadoval jen změnu Geneho líčení. Když soud nebyl po několika letech stále schopný rozhodnout, King nakonec dobrovolně líčení změnil.
Dne 1. října 2011 se Gene oženil s Shannon Tweedovou, se kterou má dvě děti a žije s ní již od roku 1983.
Simmons umí německy, maďarsky, anglicky, japonsky a hebrejsky.
Simmons je celoživotní abstinent.
V lednu 2024 prozradil, že bude pokračovat v koncertech se svou sólovou skupinou Gene Simmons Band. V sestavě bubeník Brian Tichy (Whitesnake, The Dead Daisies), a kytaristi Brent Woods (ex-Vince Neil Band) a Zach Throne (Corey Taylor Band).

## Členové Gene Simmons Band

#### Současná sestava:
- Gene Simmons – zpěv, baskytara (2017–2018, 2024–dosud)
- Brent Woods – kytary, doprovodný zpěv (2024–dosud)
- Zach Throne – kytary, doprovodný zpěv (2024–dosud)
- Brian Tichy – bicí, doprovodný zpěv (2024–dosud)

#### Dřívější členové
- Jeremy Asbrock – kytary, doprovodný zpěv (2017–2018)
- Ryan Cook – kytary, doprovodný zpěv (2017–2018)
- Phil Shouse – kytary, doprovodný zpěv (2017–2018)
- Brent Fitz – bicí, doprovodný zpěv (2017–2018)